# Pływanie na Letnich Igrzyskach Olimpijskich 2012 – 100 m stylem motylkowym mężczyzn
Wyścig na 100 m stylem motylkowym mężczyzn był jedną z konkurencji pływackich rozgrywanych podczas XXX Igrzysk Olimpijskich w Londynie.

## Terminarz
| Data                      | Czas  | Runda      |
| ------------------------- | ----- | ---------- |
| Czwartek, 2 sierpnia 2012 | 11:14 | Eliminacje |
| Czwartek, 2 sierpnia 2012 | 20:56 | Półfinał   |
| Piątek, 3 sierpnia 2012   | 19:38 | Finał      |

## Wyniki

### Eliminacje
Do zawodów przystąpiło 43 zawodników. Zostali podzieleni na 5 biegów. Awans uzyskiwało 16 z najlepszymi czasami. Ostatni wynik dający awans wynosił 52,23.

#### Bieg 1
| Poz. | Zawodnik                       | Wynik   | Uwagi |
| ---- | ------------------------------ | ------- | ----- |
| 1.   | Sofyan El Gidi                 | 56,99   |       |
| 2.   | Mohanad Ahmed Dheyaa Al-Azzawi | 1:00,71 |       |
| 3.   | Khalid Ali Baba                | 1:04,05 |       |

#### Bieg 2
| Poz. | Zawodnik             | Wynik | Uwagi |
| ---- | -------------------- | ----- | ----- |
| 1.   | Dominik Meichtry     | 53,40 | NR    |
| 2.   | Pawieł Sankowicz     | 53,47 |       |
| 3.   | Joseph Schooling     | 53,63 |       |
| 4.   | Ben Hockin           | 53,65 |       |
| 5.   | Daniel Bell          | 53,76 |       |
| 6.   | Jauhienij Łazuka     | 53,86 |       |
| 7.   | Vytautas Janušaitis  | 54,17 |       |
| 8.   | Stefanos Dimitriadis | 54,20 |       |

#### Bieg 3
| Poz. | Zawodnik        | Wynik | Uwagi |
| ---- | --------------- | ----- | ----- |
| 1.   | Bence Pulai     | 52,19 | Q     |
| 2.   | Dinko Jukić     | 52,22 | Q     |
| 3.   | Peter Mankoč    | 52,44 |       |
| 4.   | Ryan Pini       | 52,68 | NR    |
| 5.   | Chang Gyu-cheol | 52,69 |       |
| 6.   | Joe Bartoch     | 53,09 |       |
| 7.   | Clément Lefert  | 53,22 |       |
| 8.   | Simão Morgado   | 53,26 |       |

#### Bieg 4
| Poz. | Zawodnik              | Wynik | Uwagi |
| ---- | --------------------- | ----- | ----- |
| 1.   | Jewgienij Korotyszkin | 51,84 | Q     |
| 2.   | Tyler McGill          | 51,95 | Q     |
| 3.   | Zhou Jiawei           | 52,06 | Q     |
| 4.   | Benjamin Starke       | 52,36 | Q     |
| 5.   | Lars Frölander        | 52,47 |       |
| 6.   | Matteo Rivolta        | 52,50 |       |
| 7.   | Michael Rock          | 52,56 |       |
| 8.   | Kaio de Almeida       | 53,14 |       |

#### Bieg 5
| Poz. | Zawodnik              | Wynik | Uwagi |
| ---- | --------------------- | ----- | ----- |
| 1.   | Chad le Clos          | 51,54 | Q, NR |
| 2.   | Konrad Czerniak       | 51,85 | Q     |
| 3.   | Steffen Deibler       | 51,92 | Q     |
| 4.   | Jason Dunford         | 52,23 | Q     |
| 5.   | Ivan Lenđer           | 52,40 |       |
| 6.   | Takurō Fuji'i         | 52,49 |       |
| 7.   | Jayden Hadler         | 52,52 |       |
| 8.   | Albert Subirats Altes | 53,18 |       |

#### Bieg 6
| Poz. | Zawodnik             | Wynik | Uwagi |
| ---- | -------------------- | ----- | ----- |
| 1.   | Michael Phelps       | 51,72 | Q     |
| 2.   | Milorad Čavić        | 51,90 | Q     |
| 3.   | Joeri Verlinden      | 52.07 | Q     |
| 4.   | Chris Wright         | 52,11 | Q     |
| 5.   | Nikołaj Skworcow     | 52,12 | Q     |
| 6.   | François Heersbrandt | 52,22 | Q, NR |
| 7.   | Takeshi Matsuda      | 52,36 |       |
| 8.   | Antony James         | 53,25 |       |

### Półfinały

#### Półfinał 1
| Poz. | Zawodnik             | Wynik | Uwagi |
| ---- | -------------------- | ----- | ----- |
| 1.   | Michael Phelps       | 50,86 | Q     |
| 2.   | Steffen Deibler      | 51,76 | Q     |
| 3.   | Konrad Czerniak      | 51,78 | Q     |
| 4.   | Chris Wright         | 52,11 |       |
| 5.   | Zhou Jiawei          | 52,30 |       |
| 6.   | Bence Pulai          | 52,40 |       |
| 7.   | Benjamin Starke      | 52,40 |       |
| 8.   | François Heersbrandt | 52,71 |       |

#### Półfinał 2
| Poz. | Zawodnik              | Wynik | Uwagi |
| ---- | --------------------- | ----- | ----- |
| 1.   | Chad le Clos          | 51,42 | Q, NR |
| 2.   | Tyler McGill          | 51,61 | Q     |
| 3.   | Milorad Čavić         | 51,66 | Q     |
| 4.   | Joeri Verlinden       | 51,75 | Q, NR |
| 5.   | Jewgienij Korotyszkin | 51,85 | Q     |
| 6.   | Dinko Jukić           | 51,99 | NR    |
| 7.   | Nikołaj Skworcow      | 52,03 |       |
| 8.   | Jason Dunford         | 52,16 |       |

### Finał
| Poz. | Zawodnik              | Wynik | Uwagi |
| ---- | --------------------- | ----- | ----- |
|      | Michael Phelps        | 51,21 |       |
|      | Chad le Clos          | 51,44 |       |
|      | Jewgienij Korotyszkin | 51,44 |       |
| 4.   | Milorad Čavić         | 51,81 |       |
| =.   | Steffen Deibler       | 51,81 |       |
| 6.   | Joeri Verlinden       | 51,82 |       |
| 7.   | Tyler McGill          | 51,88 |       |
| 8.   | Konrad Czerniak       | 52,05 |       |